# بازی سندباکس

لوگوی ماینکرفت، محبوب‌ترین بازی سندباکس

سندباکس (به انگلیسی: Sandbox) یک ژانر بازی ویدئویی است که در آن بازیکن آزاد است تا داستان خودش را در بازی خلق کند و کنترل کامل بر روی کاراکتر بازی داشته باشد؛ در برخی مواقع نیز کنترل محیط اطراف کاراکتر هم در دست بازیکن است. در این سبک از بازی هیچ هدفی وجود ندارد.
بسیاری این ژانر را با ژانر جهان باز اشتباه می‌گیرند؛ چنین خطایی ناشی از شباهت این دو ژانر در آزادی بازیکن است، اما تفاوت اساسی این دو این است که در بازی‌های جهان‌باز فرد آزاد است تا کارها و مأموریت‌هایی را به شیوۀ دلخواه خودش انجام دهد، حال‌آنکه این مأموریت از قبل برنامه‌نویسی شده‌اند و بازیکن نمی‌تواند آنها را تغییر دهد اما در بازی‌های سندباکس چنین نیست و شما محدودیتی ندارید و می‌توانید محیط، داستان، شخصیت و زندگی خود را در بازی خلق کنید.
امشهورترین بازی سندباکس بازی ماینکرفت است که پرفروش‌ترین بازی جهان نیز محسوب می‌شود.

## بازی‌ها
برخی از بازی‌های سبک سندباکس:
- ماینکرفت
- اتومبیل‌دزدی بزرگ ۵
- نبرد سینت‌ها: سوم
- جاست کاز ۴
- هیتمن ۲
- متال گیر سالید ۵: فانتوم پین